# Іон-Воде
Іон-Воде (рум. Ion Vodă) — село у Флорештському районі Молдови. Входить до складу комуни, адміністративним центром якої є село Чутулешть.

## Населення
За даними перепису населення 2004 року у селі проживали 333 особи.
Національний склад населення села:
| Національність | Кількість осіб | Відсоток |
| -------------- | -------------- | -------- |
| молдавани      | 330            | 99,1%    |
| українці       | 1              | 0,3%     |
| росіяни        | 1              | 0,3%     |
| гагаузи        | 1              | 0,3%     |
| Всього         | 333            | 100%     |